# بيتر بيرنس
بيتر بيرنس (بالإنجليزية: Peter Behrens)‏‏ (1954 في مونتريال - ) كاتب سيناريو، وروائي من كندا.